# うさぎちゃん ラブ・オール
『うさぎちゃん ラブ♥オール』は、藤本ひとみ原作、上野すばる作画による日本の漫画作品。1988年に『なかよし』（講談社）で連載された。

## 書誌情報
- うさぎちゃん ラブ♥オール（1988年10月6日） ISBN 978-4061786165